# Cirrus uncinus
Cirrus uncinus es un tipo de cirrus. Su nombre deriva del latín y significa ‘hebras de cabello rizadas’. Estas nubes están generalmente separadas en el cielo y son muy delgadas.
Se presentan a altitudes muy altas, con temperaturas de cerca de -40 a -50 °C. Generalmente se ven cuando se aproximan frentes cálidos u ocluidos. Están en la troposfera, y significa que una precipitación, usualmente lluvia, se aproxima.
Apariencia
Su forma de coma, se debe a los cristales de hielo más pesados que precipitan, estos son arrastrados horizontalmente debido a la cizalladura del viento más fuerte en la parte inferior de la nube. Estos cristales se evaporan antes de alcanzar el suelo.